# Saint-Antoine-d’Auberoche
Saint-Antoine-d’Auberoche korábbi község Franciaországban, Dordogne megyében. Lakosainak száma 140 fő (2018. január 1.). Saint-Antoine-d’Auberoche Blis-et-Born, Milhac-d’Auberoche és Eyliac községekkel határos.
2017. január 1-jén öt másik korábbi községgel egyesült és az így létrejött Bassillac et Auberoche új község része lett.

## Népesség
A település népessége az elmúlt években az alábbi módon változott:
| Lakosok száma | 105  | 107  | 126  | 115  | 146  | 151  | 162  | 166  | 163  | 140  |
|               | 1968 | 1975 | 1982 | 1990 | 1999 | 2011 | 2013 | 2015 | 2017 | 2018 |